# Liste der Wappen in der Provinz Belluno
Die Liste der Wappen in der Provinz Belluno zeigt die Wappen der 62 Gemeinden in der Provinz Belluno in Venetien in der Republik Italien. In dieser Liste sind die Wappen jeweils mit einem Link auf die Gemeinde angezeigt.

## Wappen der Provinz Belluno

Provinz Belluno
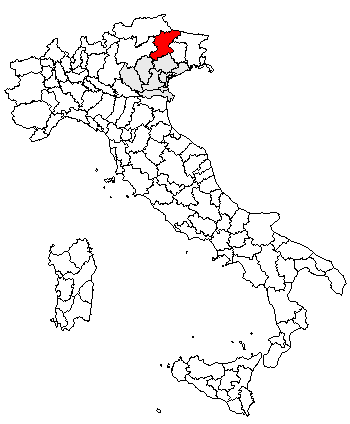
Lage der Provinz in Italien

## Wappen der Gemeinden der Provinz Belluno

Agordo
Alleghe
Alpago
Arsiè
Auronzo di Cadore
Belluno
Borca di Cadore
Calalzo di Cadore
Canale d’Agordo
Cencenighe Agordino
Cesiomaggiore
Chies d’Alpago
Cibiana di Cadore
Colle Santa Lucia
Comelico Superiore
Cortina d’Ampezzo
Danta di Cadore
Domegge di Cadore
Falcade
Feltre
Fonzaso
Gosaldo
La Valle Agordina
Lamon
Limana
Livinallongo del Col di Lana
Longarone
Lorenzago di Cadore
Lozzo di Cadore
Ospitale di Cadore
Pedavena
Perarolo di Cadore
Pieve di Cadore
Ponte nelle Alpi
Rivamonte Agordino
Rocca Pietore
San Gregorio nelle Alpi
San Nicolò di Comelico
San Pietro di Cadore
San Tomaso Agordino
San Vito di Cadore
Santa Giustina
Santo Stefano di Cadore
Sappada
Sedico
Selva di Cadore
Seren del Grappa
Setteville
Sospirolo
Soverzene
Sovramonte
Taibon Agordino
Tambre
Val di Zoldo
Vallada Agordina
Valle di Cadore
Vigo di Cadore
Vodo di Cadore
Voltago Agordino
Zoppè di Cadore

## Wappen ehemaliger Gemeinden

Alano di Piave
Forno di Zoldo
Lentiai
Mel
Quero
Quero Vas